# Carel Lodewijk Hansen

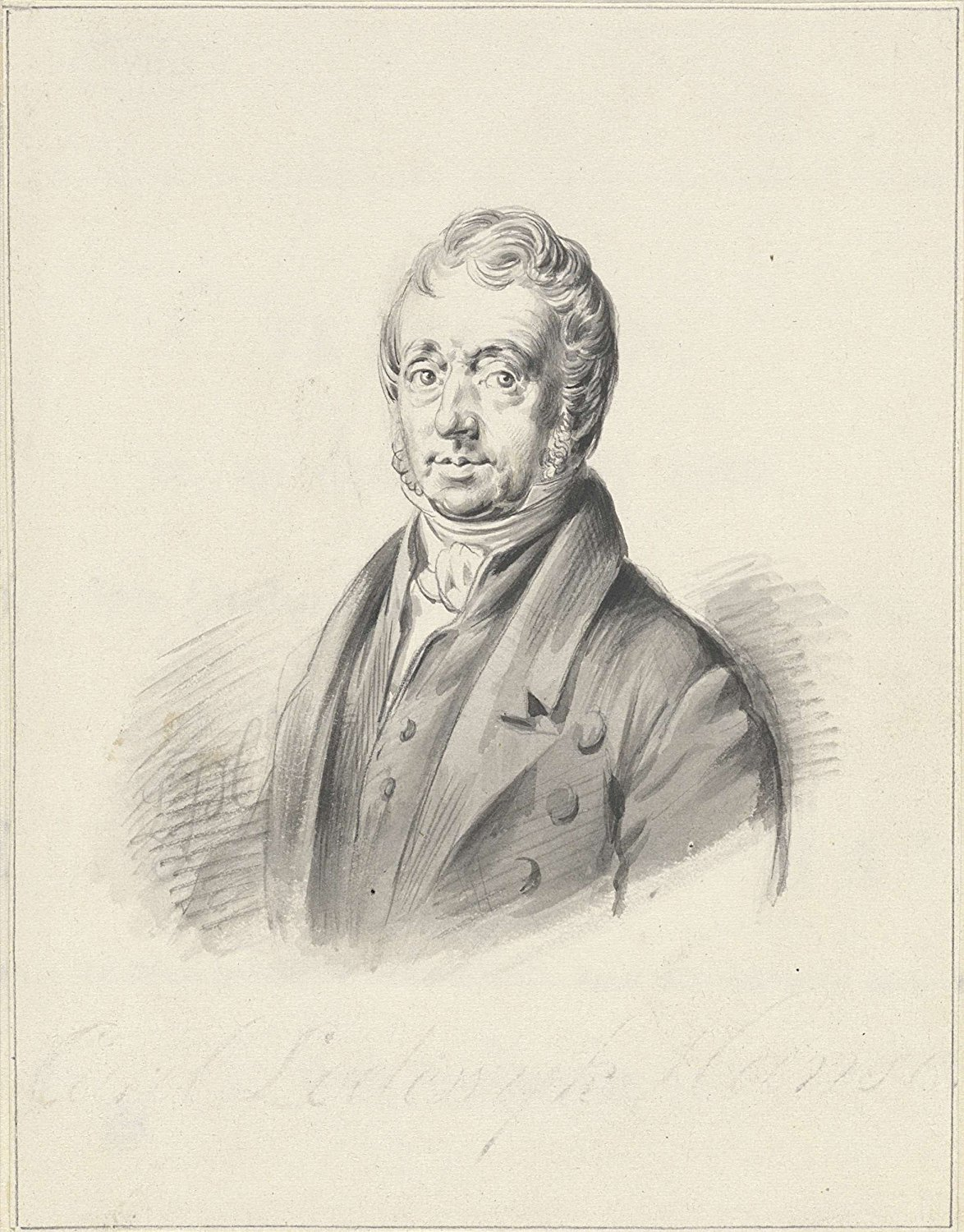
Carel Lodewijk Hansen

Carel Lodewijk Hansen (Amsterdam 7 augustus 1765 - 8 juli 1840 Vaassen) was een Nederlandse kunstschilder en etser. Hij groeide op in Amsterdam bij zijn peetoom Carel Lodewijk Gotze, die niet onbemiddeld was. Op zeventienjarige leeftijd begon Carel Lodewijk Hansen met een opleiding tot kunstschilder. In 1791 trouwde hij te Amsterdam met Jacoba van Geenhuysen, en in 1793 verhuisde het gezin Hansen naar Haarlem. Na het overlijden van zijn peetoom erfde Hansen diens vermogen en enkele huizen in Amsterdam. Dit stelde hem in staat zijn droom te verwezenlijken en een boerenbestaan te leiden op het landgoed Dunningen bij De Wijk, waar hij er niet voor terugschrok om zelf in boerenkleding achter de ploeg te lopen. Onzorgvuldig beheer van zijn Amsterdamse huizen en ongelukkige financiële transacties deden Hansens vermogen wegsmelten en noopten het gezin Drenthe te verlaten. In 1805 was de familie terug in Amsterdam. Carel Lodewijk moest voortaan als schilder de kost zien te verdienen. Hij vervaardigde stadsgezichten, landschappen en interieurstukken met doorkijkjes in de trant van de zeventiende-eeuwse kunstenaar Pieter de Hooch (1629-1684).
Zijn kunstwerken vielen in de smaak bij tijdgenoten en critici. In 1813 ontving Hansen een gouden erepenning van het genootschap Felix Meritis uit Amsterdam voor zijn landschappen. Vererend was de invitatie om in 1816 de achtergronden te schilderen van een groot panorama dat de Slag bij Waterloo afbeeldde. Carel Lodewijk Hansen overleed op 8 juli 1840 te Vaassen.
- Biografisch Portaal: 09814157
- Digitale Bibliotheek voor de Nederlandse Letteren: hans021
- International Standard Name Identifier: 0000 0000 6973 8960
- Nederlandse Thesaurus van Auteursnamen: 30027775X
- RKD-Nederlands Instituut voor Kunstgeschiedenis: 35864
- Union List of Artist Names: 500012260
- Virtual International Authority File: 95755959
- WorldCat: E39PBJrry7k8BfDHRJ9CKDMVmd